# Dębinka (województwo kujawsko-pomorskie)

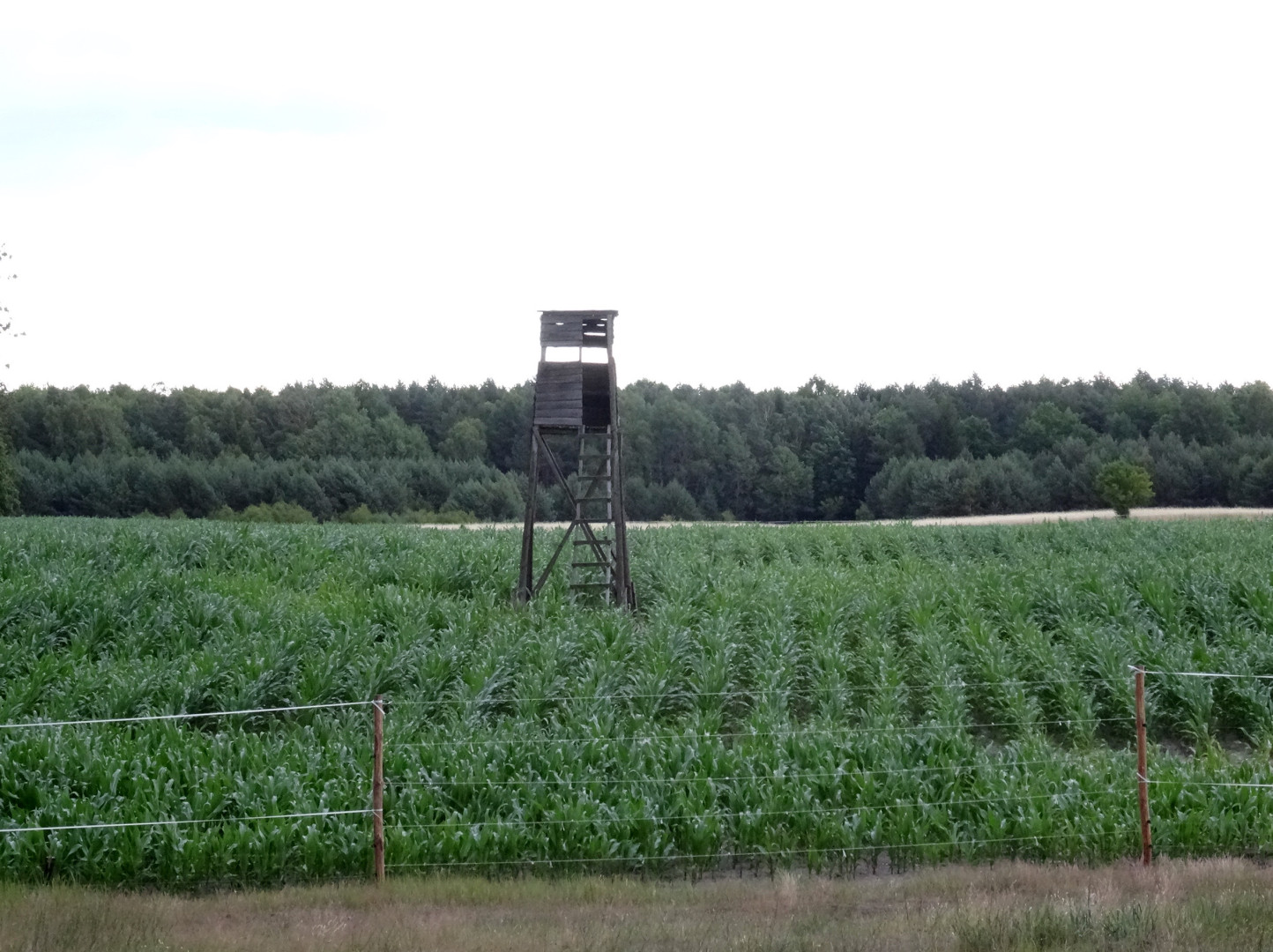
Polana leśna w Dębince

Dębinka – osada leśna w woj. kujawsko-pomorskim, w pow. bydgoskim, w gminie Nowa Wieś Wielka.

## Położenie
Dębinka to osada niesołecka usytuowana w południowej części Puszczy Bydgoskiej, około 3 km na wschód od Nowej Wsi Wielkiej i 2 km na zachód od Leszyc. Pod względem fizyczno-geograficznym leży w obrębie Pradoliny Toruńsko-Eberswaldzkiej w mezoregionie Kotlina Toruńska.

## Charakterystyka
Miejscowość zajmuje enklawę leśną, gdzie znajdują się wilgotniejsze siedliska. W tym rejonie Puszczy znajduje się pas gleb piaszczysto-gliniastych, ciągnących się z zachodu na wschód. Tereny te wylesiono i zasiedlono już kilkaset lat temu. Zajmują je wsie: Dobromierz, Dębinka, Leszyce i Chrośna. Na terenach leśnych otaczających osadę spotyka się zarówno zatorfione obniżenia, jak i wydmy śródlądowe.
Nazwą Dębinka określa się również leśnictwo, które wchodzi w skład Nadleśnictwa Solec Kujawski. Jego powierzchnia wynosi 1430 ha z czego 1276 ha to powierzchnia leśna, a 154 ha stanowi powierzchnię nieleśną.

## Historia
Pierwsze źródła pisane o osadzie Dębinka pochodzą z inwentarza wójtostwa bydgoskiego z 1744 roku. Podano w nim, że 29 czerwca 1731 r. wieś otrzymał w kontrakcie Krzysztof Garski, który obowiązany był opłacać czynsz, pogłówne i hibernę na rzecz wójta bydgoskiego. W inwentarzu z 1753 r. podano, że wieś posiadała 2 włóki ziemi uprawnej. Mieszkał tu Marcin Glim, według kontraktu czynszowego zawartego 8 października 1746 roku. W 1766 r. wieś była opodatkowana kwotą 158 florenów. Z mapy topograficznej Friedricha von Schröttera (1798-1802) wynika, że wieś znajdowała się na dużej polanie leśnej w pobliżu Dobromierza i Nowej Wsi.
Spis miejscowości rejencji bydgoskiej z 1833 r. podaje, że osadę Dembinek w powiecie bydgoskim zamieszkiwały 52 osoby (43 ewangelików, 9 katolików) w 5 domach. Według opisu Jana Nepomucena Bobrowicza z 1846 r. folwark Dębinek należał do rządowej domeny bydgoskiej. Kolejny spis z 1860 r. podaje, że osada liczyła 62 mieszkańców (wszyscy ewangelicy) w 7 domach. Najbliższa szkoła elementarna znajdowała się w Dąbrowie Wielkiej. Miejscowość należała do parafii katolickiej w Pęchowie i ewangelickiej w Bydgoszczy.
Z kolei Słownik geograficzny Królestwa Polskiego dla roku 1884 podaje, że Dębinka (niem. Eichenau) była wsią w powiecie bydgoskim. Mieszkało tu 60 osób (58 ewangelików, 2 katolików) w 6 domach. Najbliższa poczta znajdowała się w Nowej Wsi Wielkiej, a telegraf i stacja kolejowa w Bydgoszczy. W styczniu 1920 roku na mocy traktatu wersalskiego miejscowość znalazła się w granicach odrodzonej Polski.
Podczas okupacji niemieckiej wieś wchodziła w skład nowo utworzonej gminy Nowa Wieś Wielka, do czasu gdy gminę tę rozwiązano i wcielono do gminy Solec Kujawski.
W styczniu 1945 r. nacierające wojska radzieckie uderzeniem oskrzydlającym ominęły Bydgoszcz, pozostawiając na tyłach oddziały niemieckie (m.in. w okolicy Dębinki, Dobromierza i Prądocina), których likwidacją zajęli się żołnierze 47. Armii Radzieckiej i polscy czołgiści.
W latach 1945–1954 Dębinka wchodziła w skład gromady wiejskiej Leszyce w składzie gminy Solec Kujawski. Po reformie administracyjnej z 25 września 1954 r. miejscowość znalazła się w gromadzie Nowawieś Wielka i sołectwie Leszyce. Od lat 60. miejscowość znajduje się w obwodzie szkolnym Nowa Wieś Wielka. W latach 1975–1998 miejscowość należała administracyjnie do województwa bydgoskiego.